# Production décentralisée (énergie)
 (21 novembre 2017).
- Si vous ne connaissez pas le sujet, laissez ce bandeau (vous pouvez alors contacter les auteurs).
- Si vous supprimez le contenu mis en cause (vous pouvez préalablement contacter les auteurs),

argumentez précisément cette suppression dans la page de discussion
(un manque de référence n'est pas un argument ; une recherche réelle de référence doit avoir été effectuée, être formellement documentée).
Aussi appelé production distribuée (calque de l'anglais), la production décentralisée est la production d'énergie électrique à l'aide d'installations de petite capacité raccordées au réseau électrique à des niveaux de tension peu élevée : basse ou moyenne tension.

## Exemple de production décentralisée

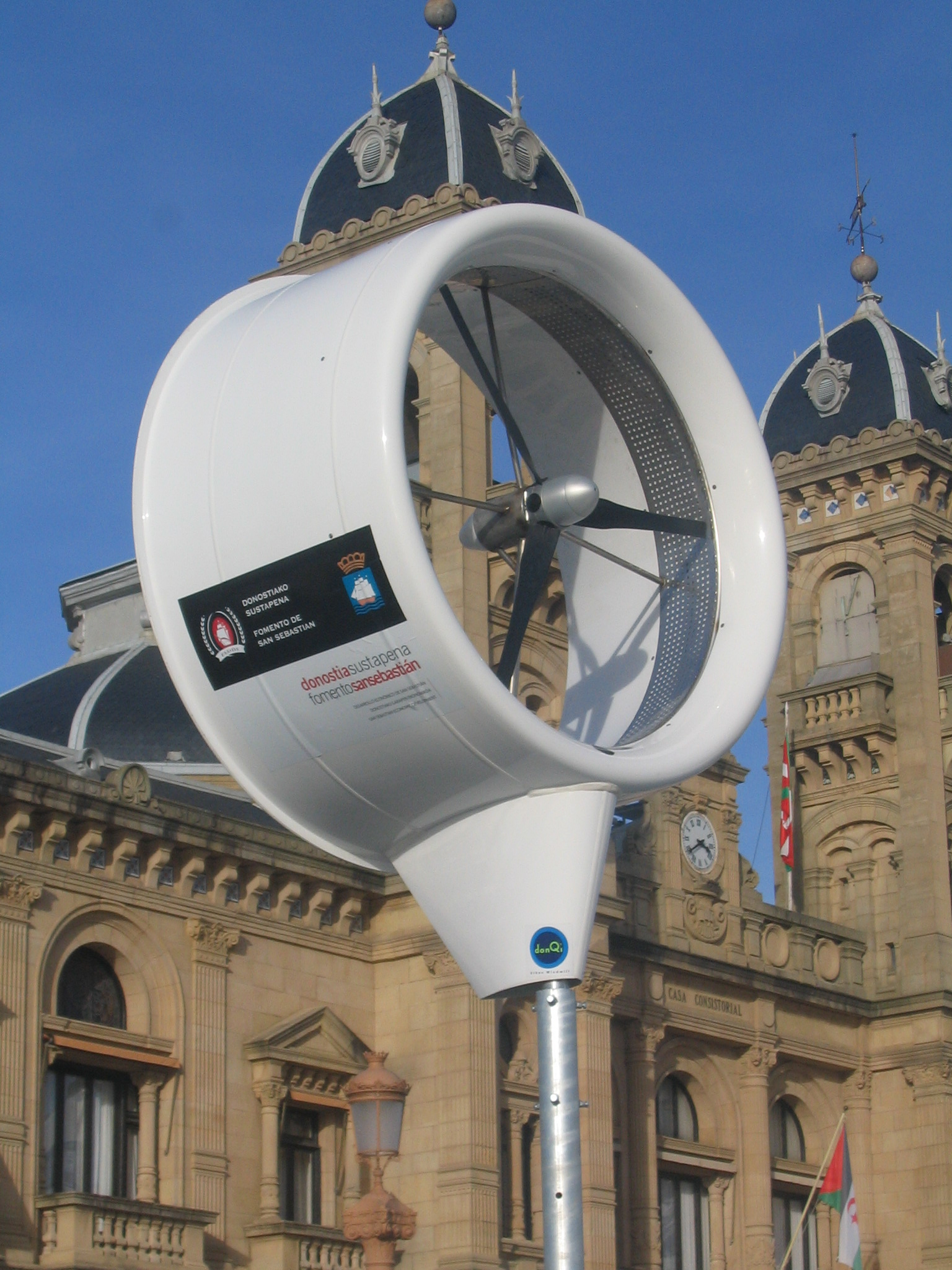
Éolienne urbaine de 2 m de diamètre, puissance 1,75 kW à 14 m/s, Saint-Sébastien (Espagne), 2010. Spécialement développée pour obtenir un très faible niveau sonore. Hauteur du mât : 5,5 m, vitesse de démarrage : 2,5 m/s, durée de vie : 20 ans, conforme au code de l'urbanisme espagnol.

Bien que la dénomination ne fasse  pas référence à l'énergie primaire du générateur, la production décentralisée est fréquemment associée ou parfois confondue avec certains types de production électrique, notamment :
- l'énergie éolienne ;
- l'énergie de la biomasse ;
- l'énergie solaire ;
- la micro cogénération ;
- le petit hydraulique.

Elle se distingue de la production dite centralisée réalisée au moyen de grosses centrales thermiques (nucléaires ou conventionnelles) ou hydraulique, connectées à un réseau de transport et de distribution de grande ampleur, faisant le plus souvent intervenir différents acteurs au long de la chaîne de valeur.

## Limites de raccordement
En France, l'article 4 de l'arrêté du 17 mars 2003 fixe les puissances limites de référence pour chaque niveau de tension :
- BT monophasé pour une production inférieure à 18 kVA ;
- BT triphasée pour une production inférieure à 250 kVA ;
- HTA pour une production inférieure à 12 MW[2] ;
- HTB au-delà.

Les conditions techniques d'accès au réseau électrique sont encadrées par un référentiel technique, établi par les gestionnaires de réseau, concerté avec les parties prenantes et soumis à la Commission de régulation de l'énergie, avant publication. Ce texte s'il couvre toutes les gammes de puissances électrique, n'utilise pas le terme « décentralisé ».

## Aspects techniques
L'efficacité de la production décentralisée est directement dépendante de l'évolution des réseaux de transport d'énergie intelligents de type Smart grid, capables de gérer la variété et la variabilité des sources.

En l'état actuel de la technique, la production décentralisée présente, par rapport à la production centralisée, les caractéristiques suivantes[réf. nécessaire].

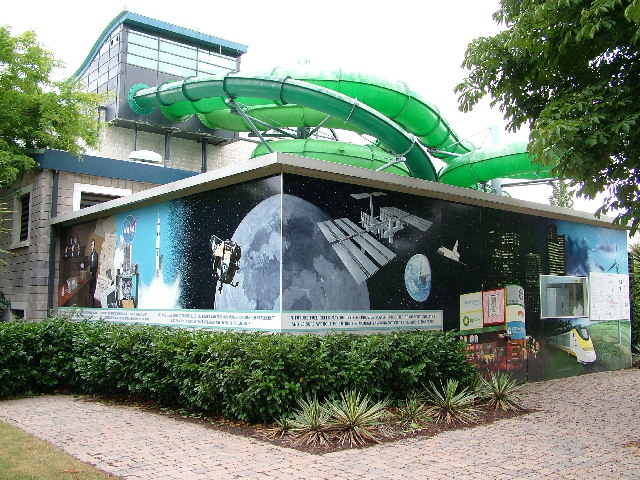
Piscine municipale de Woking, au Royaume-Uni. Il s'agit de la première utilisation d'une pile à hydrogène en système de cogénération (chaleur + électricité). Une pile à combustible est similaire à une batterie, si ce n'est que c'est un carburant qui est introduit dans la cellule pour produire de l'électricité et de la chaleur par un procédé électro-chimique ne produisant que de l'eau pure en sortie. La technologie des piles à combustible génère de l'électricité (50 % plus que l'équivalent classique) sans brûler le carburant. Cette pile à combustible prend en charge le chauffage de la piscine et les systèmes électriques et d'éclairage du parc de Woking.

### Avantages
- Possibilité d'alimenter en électricité des sites de consommation très éloignés du réseau existant, et dont les consommations ne justifient pas des installations de production de forte puissance.
- Valorisation de sources d'énergie primaire fatale (solaire, éolien) ou dérivée (chaleur produite à d'autres fins).
- Autonomie partielle du système local en cas d'incident majeur sur le réseau[3].

### Inconvénients
- Participation faible ou nulle au réglage de la fréquence et de la tension du réseau électrique.
- Faible capacité à participer à la reconstitution du réseau, risque d'îlotage non maîtrisé.
- Pour certaines énergies comme l'éolien ou le solaire, forte intermittence, faible prévisibilité, commandabilité faible ou nulle.

## Aspects économiques et financiers
Les énergies décentralisées sont bien adaptées pour approvisionner les sites difficilement raccordables au réseau (sites isolés en montagne, îles...). Cependant, en l'état actuel de la technique, ces modes de production ont une rentabilité plus faible que les équipements de grande taille, pour les zones bien interconnectées au réseau[réf. nécessaire].
Pour celles de ces énergies qui s'appuient sur une énergie primaire renouvelable (éolien, solaire, hydraulique), les gouvernements de la plupart des pays développés mettent en place des dispositifs d'aide dont le coût est supporté par les usagers du système électrique.